# Парк природе Зобнатица
Парк природе Зобнатица је заштићено природно добро у Србији у општини Бачка Топола у Севернобачком округу.

## Карактеристике
Парк природе Зобнатица је удаљена од Бачке Тополе само 5 km. Зобнатица је пољопривредно и туристичко добро на којем се налази парк природе, као стари торањ породице Терлеева, Зобнатичко језеро, ветрењаче, остаци старог парка, археолошка налазишта и мини зоо - врт. Ово подручје сваке године посети око 35.000 посетилаца. Место се истиче својим туристичким потенцијалом и пружа идеалне могућности за уживање у чистом ваздуху, шетњама и вожњи бициклом по природи, лову и риболову, вожњи кајаком и јахању. Зобнатица је проглашена парком природе 1976. године, а 1998. године Зобнатица добија статус националног значаја за птице.
На овом подручју истиче се Зобнатичко језеро које се налази поред града Бачка Топола и чија је вода међу чистијим у Војводини и који пружа изузетне туристичке могућности за цело ово подручје. У близини језера налази се ветрењача која посетиоцима пружа изузетан угођај. Зобнатица пружа станиште ретким врстама водоземаца, гмизаваца и сисара, а свој дом је овде пронашло 148 врста птица од чега 75 припадају гнездарицама. Љубитељи лова на подручју Зобнатице могу да уживају у својој активности на ловишту површине 2537 хектара, а за љубитеље риболова ту се налази једно од језера најбогатијих рибом у Војводини површине 250 хектара.
Туристички комплекс Зобнатице чини некадашње имање породице Терлева које је 1882. године изградио властелин Ђула Терлева. Имање чини Каштел Терлеи и кула осматрачница. Зобнатица је позната по ергели која је основана 1779. године. Целокупни комплекс ергеле садржи коњушницу са око 100 грла енглеске пунокрвне расе, хиподром и друге терене за јахање и тренинге. Ту се налази јединствени музеј коњарства основан 1896. године.

## Галерија слика
- Зобнатичко језеро